# Ржевцев, Андрей Николаевич
Андрей Николаевич Ржевцев (17 [30] октября 1910 — 9 октября 1998) — советский футболист, полузащитник. Мастер спорта СССР (1946).
Известен по выступлениям в чемпионатах СССР за команды «Крылья Советов» Москва (до ВОВ) и «Крылья Советов» Куйбышев, в обеих командах был капитаном.

## Биография
23 июня 1941 года на второй день Великой Отечественной войны был призван в армию из Москвы. Служил в 22-м гвардейском минометном полку.

### Карьера игрока
В 1946 году был приглашен из Москвы для выступления в Куйбышев. Опытный футболист в новой команде был самым старшим по возрасту, и за короткое время он стал одним из лидеров и капитаном «Крыльев». Заслуженный мастер спорта Пётр Исаков писал тогда: «В команде Куйбышева центр защиты Мурзин и крайний полузащитник Ржевцев были мозгом защиты. Они не теряли самообладания в самые критические моменты…» . В чемпионате 1947 года 36-летний Ржевцев стал единственным в команде, кто сыграл все 24 матча, причём без замен. Все 24 игры провел в паре с Иваном Ширяевым. В теперь уже самарском клубе за Ржевцевым закреплён возрастной рекорд выступления за команду. 22 июня 1950 года полузащитник «Крыльев» в возрасте 39 лет и 235 дней в последний раз вышел на поле в основном составе (в Куйбышеве принимали московское «Торпедо», 1:2). Интересно, что Ржевцев и после этого продолжал бороться за место в составе и провёл ещё 11 матчей в дубле. Только 17 сентября после игры дублеров в Сталинграде против местного «Торпедо» он окончательно повесил бутсы на гвоздь. Следующие 43 года никто не мог и близко подойти к этому показателю. Только в 1993 году защитник Василий Жупиков почти настиг рекордсмена. Когда он 2 мая того года вышел на свой последний матч в составе «Крыльев», ему было 39 лет и 106 дней. 22 мая 2014 Руслан Аджинджал провёл рекордный матч в возрасте 39 лет и 11 месяцев.

### Тренерская карьера
В 1951 году окончил школу тренеров при ГЦОЛИФК.
В 1951 году входил в тренерский штаб московского «Торпедо», а после ухода в июле 1951 года старшего тренера Владимира Мошкаркина возглавлял команду до завершения сезона.